# ノーヴァレンダ
ノーヴァレンダ（欧字名:Nova Lenda、2016年2月9日 - 2022年7月18日）は、日本の競走馬。主な勝ち鞍は2018年の全日本2歳優駿、2022年のダイオライト記念。
馬名の意味はポルトガル語で「新しい伝説。伝説になるような活躍を願って」。

## 戦績
2016年2月9日に北海道安平町のノーザンファームで誕生。一口馬主法人「キャロットクラブ」から総額2,800万円（1口7万円×400口）で募集された。
2018年9月29日阪神の2歳新馬戦でデビュー（鞍上川田将雅）したが、跛行により競走中止のアクシデントに見舞われる。2週間後の10月13日新潟の2歳未勝利戦では道中2番手追走から直線で後続を突き放して2戦目で初勝利を飾る。 3戦目のもちの木賞では2番手でレースを進めると直線で抜け出して逃げ粘るダンサーバローズに4馬身差をつけ圧勝する。12月19日の全日本2歳優駿では先団待機から3コーナーで先頭に立つと、最後はデルマルーヴルの追撃をアタマ差振り切ってJpnI初制覇を果たした。また、鞍上の北村友一、斉藤崇史調教師にとっても初のGI/JpnI級制覇となった。
3歳初戦となった3月31日の伏竜ステークスは5着、続くユニコーンステークスは9着と惨敗。休養を挟み、10月の白山大賞典は3着と好走したが、みやこステークスは14着、福島民友カップは5着に終わる。
2020年初戦の佐賀記念では3着、仁川ステークスでは6着に敗れる。その後、長期休養に入り、2021年6月5日のアハルテケステークスで復帰したが12着と大敗。8月14日の阿蘇ステークスでも15着となり、同年8月18日付けでJRAの競走馬登録を抹消され、川崎競馬へ移籍することになった。転入初戦の生田オープンは逃げてクビ差2着。叩き2戦目のA2・B1条件の準重賞スパーキングオールスターチャレンジでも逃げの手に出ると、時計の出る馬場状態ではあったが同コースで行われた同年の川崎記念を上回る好タイムで2着に7馬身差をつけて圧勝。久々の4勝目となった。
2022年の年明け初戦はSIII重賞の報知オールスターカップで、前2走同様にハナを切ると、2着に2馬身半差をつけて逃げ切り優勝、全日本2歳優駿以来のタイトル獲得となった。この勝利で優先出走権を得た2レースのうち川崎記念は使わず、この後はダイオライト記念に向かった。前年のJBCクラシック優勝馬ミューチャリーに加え中央所属馬4頭が揃うメンバーで単勝5番人気にとどまったが、これまで同様に逃げる競馬で最後まで脚色衰えずに押し切って優勝、全日本2歳優駿以来のダートグレード競走制覇を果たした。
2022年7月18日、盛岡競馬場で行われたマーキュリーカップに森泰斗騎乗で出走し8着となったが、その後の上がり運動中に心臓麻痺を発症し倒れ、死亡した。

## 競走成績
以下の内容はnetkeiba.comの情報に基づく。
| 競走日     | 競馬場 | 競走名            | 格     | 距離（馬場）  | 頭 数 | 枠 番 | 馬 番 | オッズ （人気） | 着順 | タイム （上がり3F） | 着差 | 騎手          | 斤量 [kg] | 1着馬（2着馬）         | 馬体重 [kg] |
| ---------- | ------ | ----------------- | ------ | ------------- | ----- | ----- | ----- | --------------- | ---- | ------------------- | ---- | ------------- | --------- | ---------------------- | ----------- |
| 2018.09.29 | 阪神   | 2歳新馬           |        | ダ1800m（不） | 12    | 8     | 11    | 002.20（1人）   |      | 競走中止            |      | 0川田将雅     | 54        | キンゲン               | 524         |
| 0000.10.13 | 新潟   | 2歳未勝利         |        | ダ1800m（重） | 10    | 7     | 8     | 002.50（1人）   | 01着 | R1:54.9（36.6）     | -0.6 | 0北村友一     | 55        | （モズダッシュスター） | 528         |
| 0000.11.17 | 京都   | もちのき賞        |        | ダ1800m（良） | 10    | 8     | 9     | 003.60（2人）   | 01着 | R1:52.2（37.2）     | -0.7 | 0北村友一     | 55        | （ダンサーバローズ）   | 534         |
| 0000.12.20 | 川崎   | 全日本2歳優駿     | JpnI   | ダ1600m（重） | 14    | 7     | 12    | 006.30（5人）   | 01着 | R1:42.8（40.0）     | -0.0 | 0北村友一     | 55        | （デルマルーヴル）     | 526         |
| 2019.03.31 | 中山   | 伏竜S             | OP     | ダ1800m（良） | 8     | 3     | 3     | 002.80（2人）   | 05着 | R1:54.6（39.1）     | -1.4 | 0石橋脩       | 57        | デアフルーグ           | 528         |
| 0000.06.16 | 東京   | ユニコーンS       | GIII   | ダ1600m（重） | 13    | 8     | 14    | 010.70（5人）   | 09着 | R1:36.8（37.9）     | -1.3 | 0北村友一     | 56        | ワイドファラオ         | 530         |
| 0000.10.01 | 金沢   | 白山大賞典        | JpnIII | ダ2100m（良） | 9     | 6     | 6     | 019.00（5人）   | 03着 | R2:16.1（39.3）     | -0.2 | 0和田竜二     | 52        | グリム                 | 527         |
| 0000.11.03 | 京都   | みやこS           | GIII   | ダ1800m（良） | 16    | 7     | 13    | 053.6（11人）   | 14着 | R1:52.8（40.4）     | -3.7 | 0松山弘平     | 54        | ヴェンジェンス         | 524         |
| 0000.11.17 | 福島   | 福島民友C         | L      | ダ1700m（良） | 15    | 8     | 14    | 019.90（7人）   | 05着 | R1:45.7（38.0）     | -0.3 | 0中谷雄太     | 54        | マイネルユキツバキ     | 524         |
| 2020.02.11 | 佐賀   | 佐賀記念          | JpnIII | ダ2000m（良） | 12    | 6     | 8     | 008.80（5人）   | 03着 | R2:07.4（38.6）     | -0.7 | 0A.シュタルケ | 55        | ナムラカメタロー       | 530         |
| 0000.02.29 | 阪神   | 仁川S             | L      | ダ2000m（稍） | 15    | 6     | 11    | 011.60（6人）   | 06着 | R2:04.5（38.3）     | -0.4 | 0A.シュタルケ | 56        | ヒストリーメイカー     | 534         |
| 2021.06.05 | 東京   | アハルテケS       | OP     | ダ1600m（重） | 16    | 1     | 2     | 077.3（14人）   | 12着 | R1:36.0（36.7）     | -1.0 | 0菅原明良     | 57        | オメガレインボー       | 534         |
| 0000.08.14 | 小倉   | 阿蘇S             | OP     | ダ1700m（不） | 15    | 3     | 5     | 015.80（6人）   | 15着 | R1:45.4（39.0）     | -2.5 | 0岩田望来     | 56        | ケイアイパープル       | 544         |
| 0000.11.11 | 川崎   | 生田OP            | OP     | ダ2000m（稍） | 13    | 8     | 13    | 003.20（2人）   | 02着 | R2:09.3（38.8）     | -0.0 | 0森泰斗       | 55        | ハイランドピーク       | 535         |
| 0000.12.14 | 川崎   | スパーキングAC    | 準重賞 | ダ2100m（重） | 11    | 8     | 10    | 001.30（1人）   | 01着 | R2:13.8（37.8）     | -1.4 | 0森泰斗       | 57        | （シャイニングアカリ） | 532         |
| 2022.01.03 | 川崎   | 報知オールスターC | SIII   | ダ2100m（良） | 13    | 3     | 4     | 001.80（1人）   | 01着 | R2:14.4（39.6）     | -0.5 | 0森泰斗       | 56        | （エルデュクラージュ） | 535         |
| 0000.03.23 | 船橋   | ダイオライト記念  | JpnII  | ダ2400m（不） | 14    | 7     | 11    | 010.30（5人）   | 01着 | R2:37.2（41.1）     | -0.5 | 0森泰斗       | 56        | （エブリワンブラック） | 549         |
| 0000.07.18 | 盛岡   | マーキュリーC     | JpnIII | ダ2000m（稍） | 14    | 3     | 4     | 006.90（3人）   | 08着 | R2:04.6（40.0）     | -2.1 | 0森泰斗       | 57        | バーデンヴァイラー     | 533         |

## 血統表
| ノーヴァレンダの血統          | ノーヴァレンダの血統                                  | ノーヴァレンダの血統                                  | （血統表の出典）                                      | （血統表の出典） |
| 父系                          | サンデーサイレンス系（ヘイロー系）                    | サンデーサイレンス系（ヘイロー系）                    | サンデーサイレンス系（ヘイロー系）                    | [ § 2 ]          |
| 父 ダイワメジャー 2001 栗毛   | 父の父*サンデーサイレンス Sunday Silence 1986 青鹿毛  | Halo                                                  | Hail to Reason                                        | Hail to Reason   |
| 父 ダイワメジャー 2001 栗毛   | 父の父*サンデーサイレンス Sunday Silence 1986 青鹿毛  | Halo                                                  | Cosmah                                                |                  |
| 父 ダイワメジャー 2001 栗毛   | 父の父*サンデーサイレンス Sunday Silence 1986 青鹿毛  | Wishing Well                                          | Understanding                                         | Understanding    |
| 父 ダイワメジャー 2001 栗毛   | 父の父*サンデーサイレンス Sunday Silence 1986 青鹿毛  | Wishing Well                                          | Mountain Flower                                       |                  |
| 父 ダイワメジャー 2001 栗毛   | 父の母スカーレットブーケ 1988 栗毛                    | *ノーザンテースト                                     | Northern Dancer                                       | Northern Dancer  |
| 父 ダイワメジャー 2001 栗毛   | 父の母スカーレットブーケ 1988 栗毛                    | *ノーザンテースト                                     | Lady Victoria                                         |                  |
| 父 ダイワメジャー 2001 栗毛   | 父の母スカーレットブーケ 1988 栗毛                    | *スカーレットインク                                   | Crimson Satan                                         | Crimson Satan    |
| 父 ダイワメジャー 2001 栗毛   | 父の母スカーレットブーケ 1988 栗毛                    | *スカーレットインク                                   | Consentida                                            |                  |
| 母 モンプティクール 2003 芦毛 | 母の父*クロフネ 1998 芦毛                             | *フレンチデピュティ                                   | Deputy Minister                                       | Deputy Minister  |
| 母 モンプティクール 2003 芦毛 | 母の父*クロフネ 1998 芦毛                             | *フレンチデピュティ                                   | Mitterand                                             |                  |
| 母 モンプティクール 2003 芦毛 | 母の父*クロフネ 1998 芦毛                             | *ブルーアヴェニュー                                   | Classic Go Go                                         | Classic Go Go    |
| 母 モンプティクール 2003 芦毛 | 母の父*クロフネ 1998 芦毛                             | *ブルーアヴェニュー                                   | Eliza Blue                                            |                  |
| 母 モンプティクール 2003 芦毛 | 母の母*ゲートドクール Gaiete de Coeur 1987 鹿毛       | Lomond                                                | Northern Dancer                                       | Northern Dancer  |
| 母 モンプティクール 2003 芦毛 | 母の母*ゲートドクール Gaiete de Coeur 1987 鹿毛       | Lomond                                                | My Charmer                                            |                  |
| 母 モンプティクール 2003 芦毛 | 母の母*ゲートドクール Gaiete de Coeur 1987 鹿毛       | Gay Apparel                                           | Up Spirits                                            | Up Spirits       |
| 母 モンプティクール 2003 芦毛 | 母の母*ゲートドクール Gaiete de Coeur 1987 鹿毛       | Gay Apparel                                           | Brief Attire                                          |                  |
| 母系(F-No.)                   | ゲートドクール(IRE)系(FN:4-r)                         | ゲートドクール(IRE)系(FN:4-r)                         | ゲートドクール(IRE)系(FN:4-r)                         | [ § 3 ]          |
| 5代内の近親交配               | Northern Dancer S4×M4 = 12.50%、Turn-to S5×M5 = 6.25% | Northern Dancer S4×M4 = 12.50%、Turn-to S5×M5 = 6.25% | Northern Dancer S4×M4 = 12.50%、Turn-to S5×M5 = 6.25% | [ § 4 ]          |
| 出典                          | 1. 2. 3. 4.                                           | 1. 2. 3. 4.                                           | 1. 2. 3. 4.                                           | 1. 2. 3. 4.      |

- 母モンプティクールは現役時代に中央で3勝、全姉ブランシェクールは2018年のTCK女王盃、レディスプレリュードで2着[12]。
- 近親にリトルオードリー（報知杯4歳牝馬特別）、ザラストロ（新潟2歳ステークス）[12]。